# Không người lái
Không người lái là phim điện ảnh tình cảm đô thị Trung Quốc, đạo diễn bởi Trương Dương với sự tham gia của Lưu Diệp, Lâm Tâm Như, Cao Viên Viên, Lý Tiểu Nhiễm, Trần Kiến Bân, Vương Lạc Đan, Hoàng Hiên. Phim quay từ tháng 9 năm 2009 đến tháng 12 cùng năm  và được phát hành tại Trung Quốc đại lục vào ngày 2 tháng 7 năm 2010.

## Nội dung
Ba mối quan hệ phức tạp, và tình cờ móc xích lại với nhau ở một tai nạn ô tô. Không chỉ là 3 mối quan hệ phức tạp, phim còn được xây dựng dưới hình thức thời gian phức tạp. Thời gian mở đầu phim lại xuất hiện lần nữa ở giữa phim, và các khoảng thời gian trong phim xuất hiện trước lại không phải là sự kiện xảy ra trước. Chồng chéo, rối rắm về thời gian, như chính mối quan hệ hỗn loạn xảy ra với mỗi nhận vật trong phim vậy khi chính họ cũng đang đấu tranh để tìm kiếm hạnh phúc thực sự của chính mình. Tình yêu của một chàng trai thành đạt là ở mối tình đầu hay là người vợ bấy lâu nay bên anh, mà dần anh đang cảm thấy nhàm chán? Hạnh phúc của một cô gái là bên cạnh chàng trai mối tình đầu, hay chỉ thực sự khi ở bên người đàn ông đã có vợ? Sự thanh thản của một người mẹ đơn thân tương lai có phải là khi có được tiền cho đứa con sắp trào đời hay là khi tâm hồn được thực sự bình yên. Còn người chồng bất hạnh mất đi cân bằng, niềm tin khi đứa con gái nhỏ không còn và người vợ đang dần mất đi trí nhớ có tìm lại được niềm tin nhờ người phụ nữ lừa lọc? Và đôi trẻ, một chàng trai luôn nồng say bên những cô gái trẻ đẹp, gặp phải một cô nàng câm điếc? Liệu họ có đi đến đâu? Hay họ đơn giản chỉ là hai đường thẳng song song không bao giờ kết?

## Diễn viên
- Lưu Diệp vai Chí Hùng

Là người đàn ông vừa trải qua một năm, với việc sở hữu một chiếc xe tốt, công việc ổn định, gia đình ổn định, và một cuộc sống thịnh vượng hơn. Nhưng tâm trí của anh trống rỗng, anh thường ngâm mình trong phòng tập thể dục, lãng phí quá nhiều sức lực và thời gian. Tuy nhiên, sự xuất hiện đột ngột của một người phụ nữ khiến anh bắt đầu nghi ngờ ý nghĩa của sống.
- Lý Tiểu Nhiễm vai Thường Thanh

Một "người vợ tốt và người mẹ tốt", sau khi phát hiện ra "người chồng" Chí Hùng và "Tiểu tam", vẫn cố gắng để cứu tình cảm của hai người, thái độ kiên trì trong tình yêu, khiến vô số người phải thay đổi.
- Cao Viên Viên vai Tiêu Vân

Tình đầu của Chí Hùng, không chỉ thu hút Chí Hùng đến mức vứt bỏ vợ và con trai, mà còn "Đặt chân lên hai thuyền''
- Trần Kiến Bân vai Vương Dao

Một người đàn ông thất vọng với cuộc sống. Ông từng là một tài xế công cộng, và một tai nạn ngẫu nhiên đã ngăn ông ta tiếp tục công việc của mình. Sự bối rối với cuộc sống khiến ông phải tìm cách kiếm tiền. Ông ta tiến gần đến bờ vực muốn tự tử... Tình cờ, ông gặp một người phụ nữ tự đánh giá cao bản thân và rất có năng lực. Ông đã bỏ lại tất cả những người theo đuổi ông và bắt đầu cuộc sống tốt đẹp, nhưng kết quả không đơn giản việc lừa đảo.
- Lâm Tâm Như vai Vương Đan

Người phụ nữ dối trá, lần đầu bị bỏ rơi trong khi đang mang thai, sau đó bị lừa đảo tất cả tiền bạc, thực sự là không có nơi để đi, buộc phải nói dối người khác.
- Vương Lạc Đan vai Lý Hân

Người phụ nữ ngu ngốc rất thành thật và thuần túy, không bị bất cứ yếu tố bên ngoài nào tác động, và không có những vướng mắc tình cảm phức tạp.
- Hoàng Hiên vai Lý Gia

Chàng trai sau 80, người được chỉ định lái xe, anh luôn lái xe với những người phụ nữ khác nhau... để tìm kiếm tình yêu đích thực.
- Vưu Dũng vai lão Quách
- Hồ Nhất Hổ vai Đại Vỹ
- Vương Tử Văn vai Tử Phi Ngư, nhà văn mạng
- Trương Quốc Trụ vai cha Lý Hân
- Trần Bình vài dì Liễu
- Trương Nhiên vai cô gái trẻ
- Hoắc Khởi Đệ vai cha Thường Thanh
- Tạ Lục Quân vai mẹ Thường Thanh
- Hầu Y Y vai vai con trai Chí Hùng
- Lý Tân Dương vai con gái Vương Dao
- Trương Diên vai vợ Vương Dao
- Dương Khả Tâm vai chủ nhà lớn tuổi
- Triệu Ninh vai tài xế
- Lâm Chí Kinh
- Lộ Văn Minh
- Triệu Dũng
- Lý Hải Tân vai cảnh sát
- Lâm Y Luân
- Từ Khả
- Đỗ Quyên vai Bạch Lĩnh
- Vương Tĩnh Bác

## Đội ngũ sản xuất
Đạo diễn: Trương Dương
Biên kịch: Trương Trung, Hoắc Hân
Xuất phẩm: Hàn Tam Bình, Đàm Hoành, Vương Bưu Hà, Trương Triêu Dương, Lưu Trường Nhạc
Tổng giám: Hàn Tam Bình
Giám đốc sản xuất: Vương Hồng
Sản xuất: Đàm Hoành
Tổng giám chế: Hàn Hiểu Lê, khương Đào, Nhạc Hiểu Mi, Vương Lộ, Đặng Diệp, Vương Kỉ Ngôn
Kế hoạch trưởng: Sử Đông Minh, Vương Trường Lệ, Tôn Hồng Ngọc
Giám chế: Triệu Hải Thành
Kế hoạch:  Bành Minh Vũ, Cao Nhạn
Điều phối phát hành: Hứa Bình, Viên Hâm
Điều hành sản xuất: Nhị Dũng, Trang Chúng
Chỉ đạo nhiếp ảnh: Tào Úc
Soạn nhạc: Trương Á Đông
Giám đốc nghệ thuật: Lý Dương
Thu âm: Dương Giang
Dựng phim: Dương Hồng Vũ, Hứa Hoành
Tạo hình phục trang: Phan Dĩnh Nhân
Chấp hành đạo diễn: Lý Hải Tân
Điều phối sản xuất: Tần Xuyên
Lập kế hoạch và điều phối: Khương Hoằng
Phụ trách biên tập: Trương Diên Kỉ
Điều phối sản xuất: Trương Yến Sinh, Thạch Phương Quần
Điều phối phụ đề: Cố Hải Âm
Hỗ trợ hợp đồng: Bách Dong Dong, Lâm Tích Tông
Hỗ trợ kỹ thuật: Chu Kinh Lệ, Trương Vinh
Điều phối tài vụ: Tào Quốc Tế
Giám đốc tuyên truyền: Phiền Giang Hoa, Tôn Kì Quân
Giám đốc phân phối: Lại Sân, Ôn Lập, Khám Hiểu Trạch
Phó đạo diễn: Vương Mãnh
Trợ lý đạo diễn: Tử Thần
Điều phối: Vũ Phương, Trịnh Mẫn, Lê Chí
Giám sát kịch bản: Vương Nhất Trác
Nhiếp ảnh cầm tay: Hách Lôi
Trợ lý nhiếp ảnh: Đàm Vĩnh Hành, Phan Chấn
Ánh sáng: Vương Lập Hồng
Trợ lý ánh sángː Tào Vĩnh Cường, Hầu Xuân Lỗi, Trần Canh, Đường Kì, Tào Phú Cường, Tôn Binh Quản, Điền Cảnh Hiên, Mã Hồng Quân, Tào Vĩnh An, Mã Hỉ Lai
Trợ lý thu âmː Dương Hào, Diêm Ngụy, Từ Khánh Đào
Âm thanhː Triệu Nam
Thu âm hội thoại ːTriệu Nam, Ngưu Kinh Nghi
Hiệu ứng âm thanhː Hàn Quân Sinh, Triệu Ủy Dân, Mạnh Phồn Thăng
Tái thu âm thanhː Dương Giang
Hậu kỳ âm thanhː Điện ảnh và Truyền hình văn hóa Tinh Điểm Lam Tiên Lực
Hòa âmː Văn phòng chi nhánh cơ sở tự chế tác hậu kì Trung Ảnh số
Hỗ trợ kỹ thuậtː Từ Gia, Hồ Hải Khôn, Cổ Kinh Kinh
Trợ lý chỉnh sửa: Đại Băng
Nhiếp ảnh gia hậu trườngː Lý Tranh Phong
Đạo diễn diễn viên đóng thếː La Lễ Hiền
Diễn viên đóng thế cảnh mạo hiểmː La Nghĩa Dân, Đỗ Quốc Khánh, Ông Vạn Huy, Trương Gia Phong, Trần Bỉnh Tài, An Ba,  Phùng Lương Ngọc, Cảnh Bổn Lĩnh
Hóa trangː Dương Cần
Trợ lý hóa trangː A Dũng, Đường Nghiên
Phục trangː Triệu Phong
Trợ lý trang phụcː Khổng Kim Hải, Tuân Phi
Đạo cụː Trương Nghiệp Chính
Trợ lý đạo cụː Từ Hải Giang, Lê Dong Kiên, Trương Nghiệp Siêu, Trương Nghiệp Tài
Dưng cảnhː Tôn Thư Sinh
Trợ lý dựng cảnhː Đại Gia Nham, Tào Triệu Khánh
Sản xuất hiện trườngː Lý Bảo Tuyền
Sản xuất sinh hoạtː Vương Hâm, Thiệu Binh
Quản lý địa điểm quay phimː Bành Vinh
Sản xuất hậu trường phimː Trương Thạc
Công tác Kịchː Lý Vĩ, Triệu Xuân Bảo
Tài chínhː Kim Hâm
Công tác hiện trườngː Trình Kiện, Vương Quan Quân, Vương Kiến Đông, Lý Thanh, Trình Vĩnh, Trình Bằng, Tống Nghiễm Phi, Bạch Kim Cương, Đại Vĩnh, Hoàng Điện Phi, Lý Chí Khôn
Phim tài liệuː Tử Thần
Hậu kỳ phim tài liệuː Lý Nhất Phàm
Phiên dịch lời thoại tiếng Anhː Tiêu Thân Thân, Vương Nhất Trác
Phụ đề tiếng Trungː Trương Mãnh, Triệu Lôi
Biên khúcː Triệu Triệu, Trương Á Đông
Phòng thuː Hách Vũ
Phòng trộn âm thanhː Studio Trần Vũ Lê
Hôn nhân sưː Trần Vũ Lê
Cung cấp nhạc phimː Văn hóa Điện ảnh và Âm nhạc Đông Nhạc Bắc Kinh
Thiết kế tiêu đềː Văn hóa nghệ thuật Chính Thông Ức Hòa Bắc Kinh
Thiết kế Posterː Hoạch định doanh nghiệp Hạ Lan Bắc Kinh
Quét phimː Kĩ thuật điện ảnh Dị Thái
Đầu ra điện ảnh trung gian kỹ thuật số: Kĩ thuật điện ảnh Dị Thái
Giám đốc sản xuất trung gian kỹ thuật sốː Lý Dong Cơ
Hệ thống trung gian số sản xuất phimː Lý Trị Duẫn
Kỹ thuật số trung gian màu phim: Lý Dong Cơ, Phác Tướng Thù
Giám đốc dự án trung gian kỹ thuật sốː An Tái Dân
Quản lý dự án trung gian kỹ thuật số: Thôi Lực Minh
Nhà sản xuất cao cấpː Vương Lỗi
Hoạt động dự án trung cấp kỹ thuật số: Triệu Chí Cương, Vương Lệ Đan, Trương Phục Lôi, Tôn Diễm
Giám đốc sản xuất quét phimː Kim Thừa Hằng
Quét phim / Đầu ra phimː Mã Chính, Ngụy Hải Bằng
Sửa ảnh phimː Trương Sang, Phùng Tuấn
Sửa ảnh phimː Thái Sảng
Kỹ thuật số màuː Kim Thừa Hằng
Cung cấp thiết bịː Cơ sở Trung ảnh số quốc gia tự chế tác, Chi nhánh cho thuê thiết bị phim
Xử lý in và sao chép: Nhà máy in và công nghệ video Bắc Kinh
Phát hành liên hợpː Tập đoàn điện ảnh Trung Quốc, Điện ảnh Tinh Mỹ (Bắc Kinh)
Kế hoạch tiếp thị: Chi nhánh kế hoạch tiếp thị Tập đoàn điện ảnh Trung Quốc
Liên hợp quay phimː Tập đoàn điện ảnh Trung Quốc, Điện ảnh Tinh Mỹ (Bắc Kinh)
Liên doanh sản xuấtː Tập đoàn điện ảnh Trung Quốc, Điện ảnh Tinh Mỹ (Bắc Kinh), Điện ảnh  văn hóa truyền thông Mộng Vũ Sơn Xuyên Bắc Kinh, Beijing Sohu Entertainment Culture Media, Truyền hình Thần Châu

## Nhạc phim
| Tên                      | Tên gốc        | Lời           | Soạn nhạc     | Trình bày     | Loại        | Ghi chú  |
| ------------------------ | -------------- | ------------- | ------------- | ------------- | ----------- | -------- |
| Tình yêu không người lái | 无人驾驶的爱情 | Trương Á Đông | Trương Á Đông | Vương Lạc Đan | Nhạc chủ đề | [ 5 ]    |
| Đêm mưa không lời        | 王立红         | Thôi Thứ      | Trương Á Đông | Vương Lạc Đan | Nhạc chủ đề | Cải biên |